# Zvenella modesta
Zvenella modesta is een rechtvleugelig insect uit de familie krekels (Gryllidae). De wetenschappelijke naam van deze soort is voor het eerst geldig gepubliceerd in 2002 door Gorochov.